# Пэйн, Клемент
Клемент Осборн Пэйн (англ. Clement Osbourne Payne; 1904 — 7 апреля 1941) — пионер профсоюзного движения Карибского бассейна. Уроженец острова Тринидад. Сыграл ведущую роль в рабочих выступлениях 1937 года на Барбадосе. Парламентским актом 1998 года Пэйн был назван одним из национальных героев Барбадоса (ныне их количество составляет 11).

## Биография
Пэйн родился на Тринидаде в 1904 году в семье барбадосских родителей, вернувшихся на Барбадос, когда ему было четыре года. Он учился в школе для мальчиков на Бэй-Стрит, а затем несколько лет работал помощником клерка. В 1927 году он вернулся на Тринидад, где, отстаивая социальную справедливость, участвовал в развитии боевого профсоюзного движения.
В 1937 году в столице Барбадоса Бриджтауне Пэйн привёл чёрных барбадосцев к сопротивлению классу белых плантаторов. Организовав несколько публичных митингов, он навлёк на себя гнев властей и полиции. Пэйн находился под наблюдением, пока ему не было предъявлено обвинение в даче ложных показаний — что при прибытии он назвал себя барбадосцем, хотя по рождению был тринидадцем. Представлявший себя в суде Пэйн не признал себя виновным. Когда ему вынесли приговор, он обжаловал его и победил в апелляционном суде.
22 июля 1937 года Пэйн собрал митинг, на котором анонсировал, что потребует аудиенции у губернатора из-за политических преследований. На следующий день во время марша 300 рабочих к губернаторской резиденции он и ещё 13 его сторонников были арестованы. Все отрицали, что совершили что-либо противоправное, но только Клементу Пэйну не разрешили выйти на свободу на поруки.
Несмотря на выигранную апелляцию, 26 июля 1937 года ему было приказано покинуть страну. Тогда его сторонники наняли для него молодого адвоката Грэнтли Герберта Адамса. Опасаясь за физическую сохранность своего подопечного, тот посоветовал ему подчиниться приказу о депортации, и рано утром Пэйн был вывезен на лодке до Тринидада.
Сам Пэйн отвергал насилие (его лозунгом было «Educate, agitate but do not violate!»), однако его выдворение спровоцировало бунты его сторонников, вооружённых палками и камнями, и силовые столкновения с полицейскими. После депортации профсоюзного лидера последовали четыре дня беспорядков, в течение которых магазины были сожжены и разграблены, а машины богачей — выброшены в море. Полиция открыла огонь, в результате чего 14 демонстрантов было убито и 47 ранено. Пять сотен барбадосцев были задержаны.
Беспорядки, охватившие Барбадос и остальные острова Британской Вест-Индии, привели к созданию комиссии Мойна (Moyne Commission) по расследованию ситуации на Барбадосе и других колониях Британской Вест-Индии. Комиссия Мойна определила, что все обвинения Пэйна против властей острова были верны. В своем отчёте она настаивала на внедрении реформ, предложенных Пэйном, включая введение законодательства о профсоюзах.
7 апреля 1941 года Пэйн потерял сознание во время выступления на политическом митинге на Тринидаде и умер в возрасте 37 лет.

## Наследие
В честь Пэйна названо Движение Клемента Пэйна — левая политическая партия Барбадоса, основанная в 1988 году. Политическая сила также ежегодно вручает премию имени этого рабочего лидера.
Культурный центр Клемента Пэйна был основан на Барбадосе в 1989 году, чтобы увековечить его память и продолжить его работу по просвещению барбадосцев об их истории и борьбе.
Мемориальный бюст Клемента Пэйна находится в Голден-Сквер, Бриджтаун.